# Eduardo Corrêa
Eduardo Correa da Silva (Florianópolis, 20 de junho de 1981) é um fisiculturista brasileiro. É considerado o atleta bodybuilder brasileiro de maior reconhecimento e prestígio no cenário internacional, participando de nove edições do Mr. Olympia na categoria 212lbs, sendo finalista em oito edições.

## Carreira
Sua primeira apresentação foi em um campeonato estadual, aos 19 anos, em que conquistou o primeiro lugar. No ano seguinte, com apenas um ano de experiência na modalidade, foi campeão, tanto no concurso nacional do Brasil quanto na NABBA Mr. Universo. Em 2000, aos 18 anos, iniciou o curso de engenharia agrícola. Entre 2003 e 2006, morou nos Estados Unidos, onde treinou, competiu e participou dos principais eventos de fisiculturismo.
Ele conquistou o título mundial da IFBB em 2007, o que lhe deu o direito de se tornar um fisiculturista profissional. Um ano e meio após esse triunfo, aos 27 anos, ele decidiu fazer sua estreia profissional no New York Pro Show em maio de 2009.

## Participações noMr. Olympia
- 2022 - 16º lugar[4]
- 2019 - 7º lugar[4]
- 2016 - 4º lugar[2]
- 2015 - 5º lugar[2]
- 2014 - 2º lugar[2]
- 2013 - 5º lugar[2]
- 2012 - 3º lugar[2]
- 2010 - 3º lugar[2]
- 2009 - 3º lugar[2]